# Bilanzgleichung
Eine Bilanzgleichung stellt in der Physik die Veränderung einer mengenartigen Größe in einem begrenzten Volumenelement als Gleichung dar. Die Veränderung erfolgt dabei in einem durch die Systemgrenze oder Bilanzraumgrenze umschlossenen physikalischen Systems, dem Bilanzraum.
Die Bilanzgleichung ist eine Erweiterung der Kontinuitätsgleichung, da für die mengenartige Größe in der Bilanzgleichung kein Erhaltungssatz gefordert wird. Es können somit zusätzlich zu den aus der Kontinuitätsgleichung bekannten Größen einer Ladung und des Stroms noch Quell- oder Senkterme auftreten. Diese beschreiben die Erzeugung beziehungsweise Vernichtung eines Quantums der mengenartigen Größe im Volumenelement.
Bilanzgleichungen finden insbesondere in der Thermodynamik ihre Anwendung.

## Grundlagen
Eine Bilanzgleichung besteht im Allgemeinen aus Speicherterm, Transportgrößen und Quellterm oder Senkterm. Der Speicherterm enthält die zu bilanzierende Größe. Dies kann eine Erhaltungsgröße oder eine Nichterhaltungsgröße sein. Die Transportgrößen beinhalten Transporte der zu bilanzierenden Größe über die Systemgrenze hinweg. Bei einer Massenbilanz sind Transportgrößen beispielsweise in das System eintretende oder aus dem System austretende Massenströme. Im letzten Term wird die Menge der Bilanzgröße betrachtet, die im System gebildet (Quellterm) oder vernichtet (Senkterm) wird.
In der Thermodynamik können Gesamtmasse und Gesamtenergie in einem System nicht hergestellt oder vernichtet werden, daher sind in Massenbilanz und Energiebilanz keine Quell- oder Senkterme zu finden. Die Entropiebilanz hingegen verfügt über einen Quellterm, da in einem geschlossenen System Entropie entstehen kann.

## Allgemeine Gleichungen
Die allgemeine Form für eine thermodynamische Bilanzgleichung lautet
{\displaystyle \mathrm {d} X=\sum _{i}\mathrm {d} X_{i}^{\mathrm {SG} }+\mathrm {d} X^{\mathrm {Q} }}.
Dabei ist
- {\displaystyle X} die Bilanzgröße (beispielsweise Masse, Energie oder Entropie)
- {\displaystyle X^{\mathrm {SG} }} eine Transportgröße
- {\displaystyle \textstyle \sum _{i}\mathrm {d} X_{i}^{\mathrm {SG} }} der Term, der die Änderungen aller {\displaystyle i} Transportgrößen ausgibt
- {\displaystyle X^{Q}} der Quell- oder Senkterm

### Bilanzgleichung für einen kontinuierlichen Prozess
Für einen kontinuierlich ablaufenden Prozess (Beispiel: Thermodynamischer Kreisprozess) gilt
{\displaystyle {\frac {\mathrm {d} X}{\mathrm {d} t}}=\sum _{i}{\dot {X}}_{i}^{SG}(t)+{\dot {X}}^{Q}(t)}.

### Bilanzgleichung für einen stationären Prozess
Ein stationärer Prozess (Beispiel: Kraftwerksturbine im Dauerbetrieb) ist ein kontinuierlicher Prozess, bei dem die Zustandsgrößen unabhängig von der Zeit sind. Der Term {\displaystyle \textstyle {\frac {\mathrm {d} X}{\mathrm {d} t}}} wird Null, es gilt folglich
{\displaystyle 0=\sum _{i}{\dot {X}}_{i}^{\mathrm {SG} }+{\dot {X}}^{\mathrm {Q} }}.

## Beispiele
Für einen kontinuierlichen Prozess lautet die Massenbilanz
{\displaystyle {\frac {\mathrm {d} m(t)}{\mathrm {d} t}}=\sum _{i}{\dot {m}}_{i}(t)}
und die Entropiebilanz
{\displaystyle {\frac {\mathrm {d} S(t)}{\mathrm {d} t}}={\dot {S}}^{\mathrm {SG} }(t)+{\dot {S}}_{\mathrm {irr} }(t)}.
Dabei ist {\displaystyle {\dot {S}}_{\mathrm {irr} }} der Quellterm der Bilanzgleichung. Er beschreibt die Zunahme der Entropie im Inneren des Systems durch irreversible Vorgänge wie Dissipation.